# Valentin Ghionea
Valentin Marian Ghionea (n. 29 aprilie 1984, în Craiova) este un handbalist român care joacă pentru clubul polonez SPR Wisła Płock și pentru  echipa națională a României. El evoluează pe postul de extremă dreapta.
Ghionea a debutat la naționala de seniori în 2002. Până pe 15 ianuarie 2012, el a jucat pentru România în 135 de meciuri, în care a înscris 681 de goluri.
Valentin este căsătorit cu Renata Ghionea, handbalistă și ea, care joacă la HCM Baia Mare.

## Palmares
- Liga Națională:
  - Câștigător: 2005, 2012
- Cupa României:
  -  Câștigător: 2010, 2012
- Nemzeti Bajnokság I:
  - Medalie de argint: 2008, 2009, 2010
- Cupa Ungariei:
  -  Câștigător: 2008
  - Finalist: 2009, 2010
- Cupa Cupelor EHF:
  - Sfertfinalist: 2009, 2011
- Cupa Challenge EHF:
  - Sfertfinalist: 2004, 2005

## Premii
- Handbalistul român al anului: 2008, 2015
- Cel mai bun marcator din Liga Națională: 2005, 2007